# العلاقات الأرمنية الأوروغوايانية
العلاقات الأرمينية الأوروغوايانية هي العلاقات الخارجية بين أرمينيا و‌الأوروغواي. تستضيف الأوروغواي، بوصفها دوله صغيره في أمريكا الجنوبية، جالية أرمينية كبير في حجمها. حيث يبلغ مجموع الجالية الأرمينية في الأوروغواي نحو 16,000 شخص.

## التاريخ

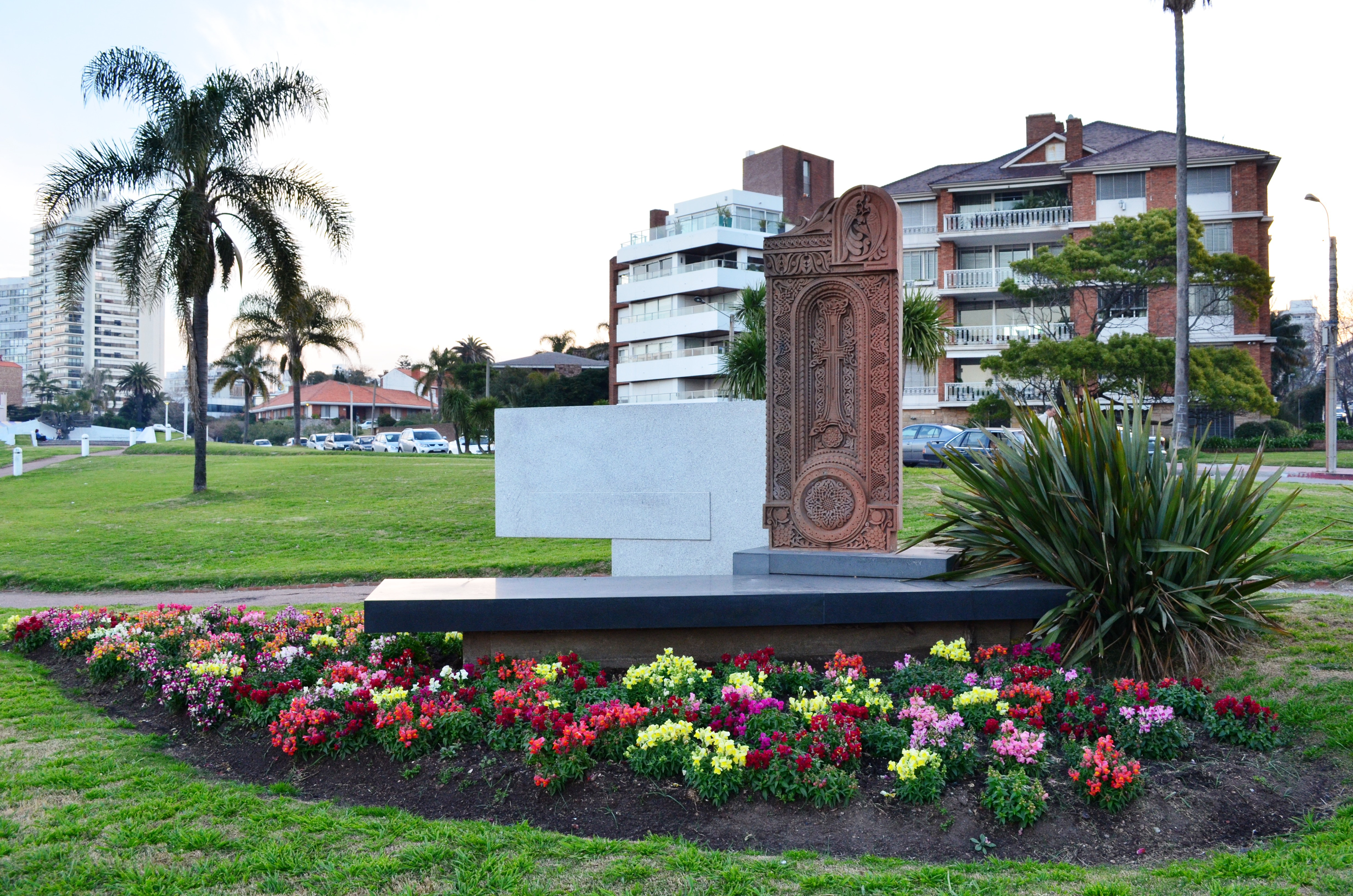
(حجر خاتشكار) بلازا أرمينيا في مونتفيدو

وصل أول الأرمن إلى الأوروغواي في أواخر القرن التاسع عشر،  وبين 1920 و1930، وصلت مجموعات كبيره من الأرمن إلى الأوروغواي حيث نجا الكثيرون من مذابح الأرمن التي قامت بها الإمبراطورية العثمانية. 
وفي 20 نيسان/أبريل 1965، أصبحت الأوروغواي أول دولة في العالم تعترف رسميا بالإبادة الجماعية للأرمن. 
عام 1939، قام الاتحاد الخيري الأرميني العام بفتح مكاتبه في مونتفيدو.
26 كانون الأول/ديسمبر 1991، استعادت أرمينيا استقلالها بعد تفكك الاتحاد السوفياتي. وفي 27 أيار/مايو 1992، أقامت أرمينيا واوروغواي علاقات دبلوماسية. . في يونيو 1992، قام الرئيس الأرمني ليفون تير-بيتروسيان بزيارة رسميه للأوروغواي. 
افتتحت الأوروغواي قنصليه شرفيه في يريفان في فبراير-شباط 1997.
```
وفي أيار/مايو 2012، قام 
لويس ألماغرو
 ليميس، وزير خارجية الأوروغواي، بزيارة رسميه لأرمينيا، وكان اعلى مسؤول في الاوروغواي يزور أرمينيا.
[
5
]
```

## زيارات دولية
زيارات رئاسية من أرمينيا إلى أوروغواي 
- الرئيس ليفون تير-بيتروسيان (1992)
- الرئيس روبرت كوتشاريان (2002)
- الرئيس سيرج سركسيان (2014

## العلاقات الثنائية
وقعت أرمينيا وأوروغواي العديد من الاتفاقات الثنائية منذ إقامة العلاقات الدبلوماسية بين البلدين في عام 1992، مثل اتفاق لإقامة نظام تأشيرة حرة (نظام خال من التاشيرات) فيما يتعلق بحاملي الجوازات الدبلوماسية وخدميتي الخدمة؛ الاتفاق على التعاون في مجال الثقافة؛ الاتفاق على التعاون في مجال الرعاية الصحية والطب؛ الاتفاق على التشجيع والحماية المتبادلة للاستثمارات؛ الاتفاق على إلغاء شرط التأشيرة لحاملي جوازات السفر العادية واتفاق التعاون الاقتصادي.

## البعثات الدبلوماسية
أرمينيا معتمدة لدى أوروغواي من سفارتها في بوينس آيرس، الأرجنتين، وتحتفظ بالقنصلية الفخرية في مونتيفيديو.
أوروغواي معتمدة لأرمينيا من سفارتها في طهران، إيران وتحتفظ بالقنصلية الفخرية في يريفان.